# Maestranza Films
Maestranza Films S.L. es una empresa productora cinematográfica radicada en Sevilla (España).
Fue fundada a finales de los años 1980 por Antonio Pérez. En la década siguiente la empresa participó en la producción de películas como las francesas Romance peligroso, ¿Entiendes? y Limpieza en seco, premiada en la Mostra de Venecia, o la argentina El viento, ganadora de la Concha de Oro en el Festival de cine de San Sebastián. Sus primeros grandes éxitos de recaudación llegaron con Nadie conoce a nadie y Solas, que superaron con creces los gastos de producción. 
En 2007 coprodujo con Green Moon España el largometraje 3 días.
Entre sus producciones recientes más destacadas se encuentran obras cinematográficas como Ispansi! de Carlos Iglesias o La voz dormida de Benito Zambrano, A Puerta fría, dirigida por Xavi Puebla o El Niño de Daniel Monzón.

## Películas producidas o coproducidas
- El Niño (película de 2014)
- A puerta fría (2012)
- La voz dormida (2011)
- Ispansi! (2010)
- Retorno a Hansala (2008)
- Los Veraneantes (2008)
- Tres días (2008)
- Ladrones (2007)
- Rosario Tijeras (2006)
- Los aires difíciles  (2006)
- La semana que viene (sin falta) (2006)
- Habana Blues (2005)
- María Querida (2004)
- Atún y chocolate (2004)
- Polígono Sur (El arte de las tres mil) (2003)
- El sueño de Ibiza (2002)
- Fugitivas (2000)
- Solas (1999)
- ¿Entiendes? (1999)
- Nadie conoce a nadie (1999)
- El viento se llevó lo que (1998)
- Limpieza en seco (1997)
- Romance peligroso (1996)
- Belmonte (1995)
- Contra el viento (1990)
- Carmen on Ice) (1985)
- Cain (película) (1985)

## Documentales
- La Pérdida (La generación ausente)
- Riff 1921 (Una historia olvidada)
- Rewind (El último cuplé)
- Por oriente sale el sol (La paquera en Tokio)
- Rafael Alberti, Marinero en su tierra
- Manolete, La leyenda
- F.G.L. Federico cumple 100 años
- Curro Romero, La leyenda del tiempo
- Our Kids (Visiones de Europa)
- Adelita Domingo - Maestra de artistas - El niño torero
- Barcelona positif, negatif - Sevilla, no te mires en el río - Show in the saloon - Madrid, el dolor y la gloria
- Paris, moda en Sevilla
- Shongai, Ketama
- ...Y Sevilla
- Paco Rabanne Maestro - YSL en Sevilla